# Droogmakerij

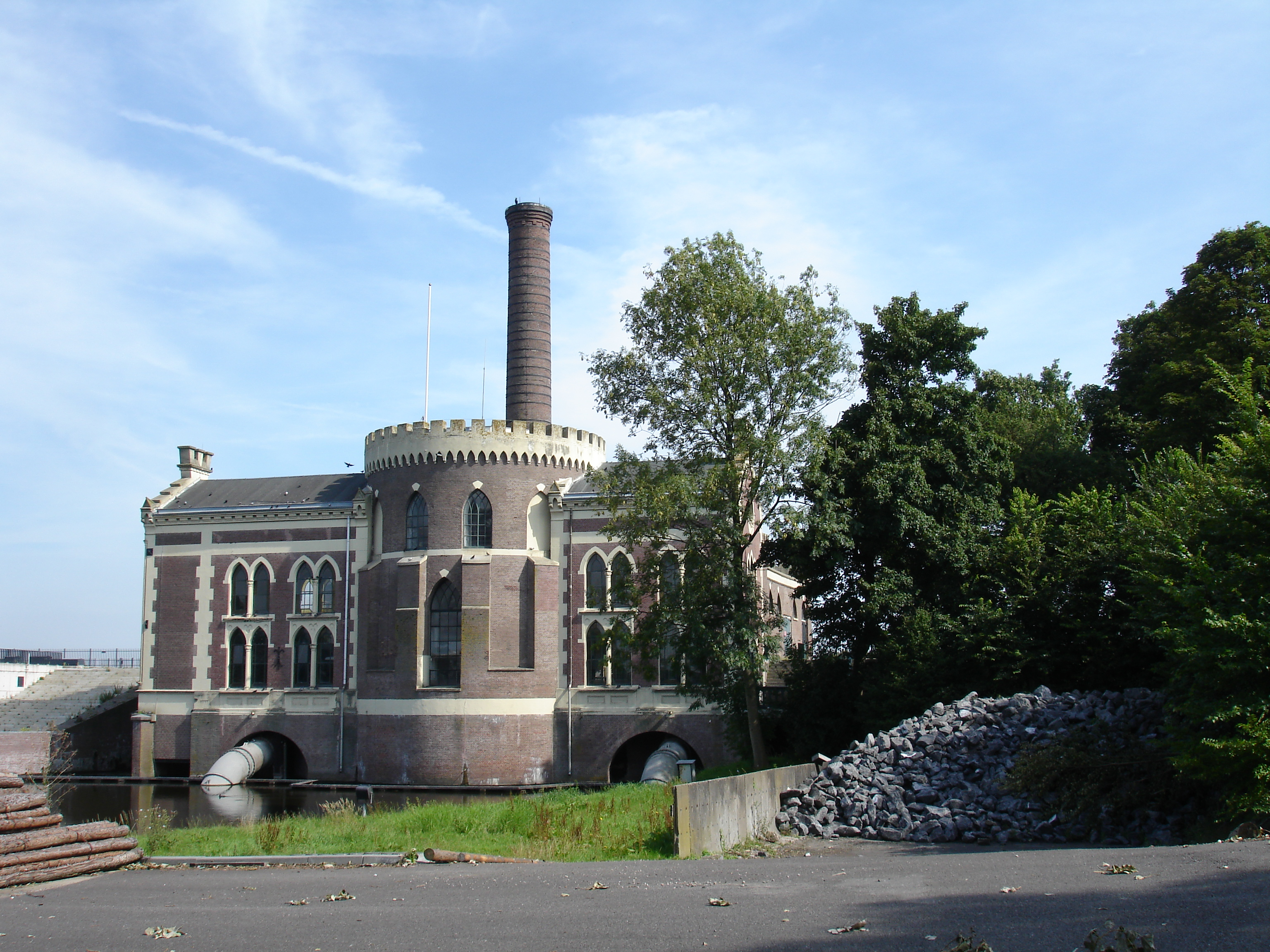
Gemaal De Lynden, een van drie stoomgemalen die voor de droogmaking van de Haarlemmermeerpolder zorgden.

Een droogmakerij is een bemalen gebied (polder) dat van oorsprong een meer, een ander groot open water of drasland was. Aangezien een droogmakerij vrijwel volledig naar menselijk inzicht kon worden ingericht, is het een ultieme vorm van een antropogeen cultuurlandschap. 
De meeste droogmakerijen hebben een klei- of wadbodem, die bloot kwam te staan aan het water toen oude hoogveenpakketten waren verdwenen. Diepe droogmakerijen kunnen worden onderscheiden van (ondiepe) veenpolders, die doorgaans een zand- of veenbodem hebben. Diepe droogmakerijen vormen tevens een afzonderlijk landschapstype, waarbij onderscheid gemaakt kan worden tussen de oude droogmakerijen en de nieuwere Zuiderzeepolders.

## Nederland

### Typisch Nederlands
Droogmakerijen komen in veel verschillende landen voor, maar nergens zoveel als in Nederland. Naar oppervlakte liggen 95% van alle Europese droogmakerijen in Nederland. Nederlandse ingenieurs zijn ook bij de totstandkoming van veel buitenlandse droogmakerijen betrokken geweest. De droogmakerij als landschapstype wordt in Nederland doorgaans niet erg hoog gewaardeerd, vooral vanwege de eentonigheid van het landschap. Internationaal is er echter zeer veel belangstelling voor.

### Landwinning
Aan de zeekusten werd vanaf de 11e eeuw al veel land gewonnen door aangeslibde gebieden in Zeeland en Noord-Nederland met dijken te beschermen tegen de zee. Religieuze ordes namen daartoe meestal het initiatief. In Zeeland werd dit gedaan in opdracht van de Vlaamse abdijen die het land grotendeels in handen hadden. 
Een droogmakerij is een vorm van landwinning die sinds de 16e eeuw wordt toegepast om een watergebied dat aan alle zijden wordt omgeven door land droog te leggen.

### Droogleggen van meren
De oudste Hollandse droogmakerijen dateren van de eerste helft van de zestiende eeuw. Het betreft in die tijd kleine meertjes in Noord-Holland die experimenteel worden drooggelegd met behulp van molens.  In Nederland dateert de eerste schriftelijke vermelding van een windmolen voor de waterbeheersing uit 1407; het betreft een molen nabij Alkmaar.
De eerst bekende droogmakerij stamt uit 1533 en betreft de droogmaking van het 35 ha grote Achtermeer, gelegen ten zuiden van Alkmaar. Een octrooi hiertoe was verleend op 20 november 1532 aan Jan Janz., baljuw van de Nieuwburg, en aan Willem Janz., schout van Alkmaar. Ook Graaf Lamoraal van Egmont heeft pioniersarbeid geleverd door een kleine plas in West-Friesland droog te laten malen, waarna, in samenwerking met Hendrik van Brederode de droogmaking van het Egmondermeer (686 ha) en het Bergermeer (620 ha) ter hand werd genomen. Dit vond plaats in de periode 1562-1564.
De eerste grote droogmakerij, de Zijpe, valt aan het einde van de zestiende eeuw droog. Bekender zijn echter de zeventiende-eeuwse en latere droogmakerijen, waarvan de Beemster (1608-1612) de eerste belangrijke was. Deze polder staat sinds 1999 op de Werelderfgoedlijst van de UNESCO.

### Redenen drooglegging
Lange tijd was de belangrijkste reden en motivatie voor het droogmaken van meren en plassen het tekort aan landbouwgrond, zeker in het westen van Nederland. Steeds meer van die polders zijn  inmiddels gebruikt voor stadsuitbreiding. Ook de twintigste-eeuwse droogmakerijen in Flevoland hebben naast een landbouwfunctie ook een woonfunctie (als ontlasting van de drukke Randstad) en een natuur- en recreatiefunctie. Bij de regelmatig oplaaiende discussie over het alsnog inpolderen van het Markermeer tot de Markerwaard speelt landbouw geen enkele rol meer en draait het uitsluitend om het herbergen van woon-, natuur- en recreatiefuncties, of om het vinden van een geschikte nieuwe locatie voor een nationale luchthaven.

### Nederlandse droogmakerijen

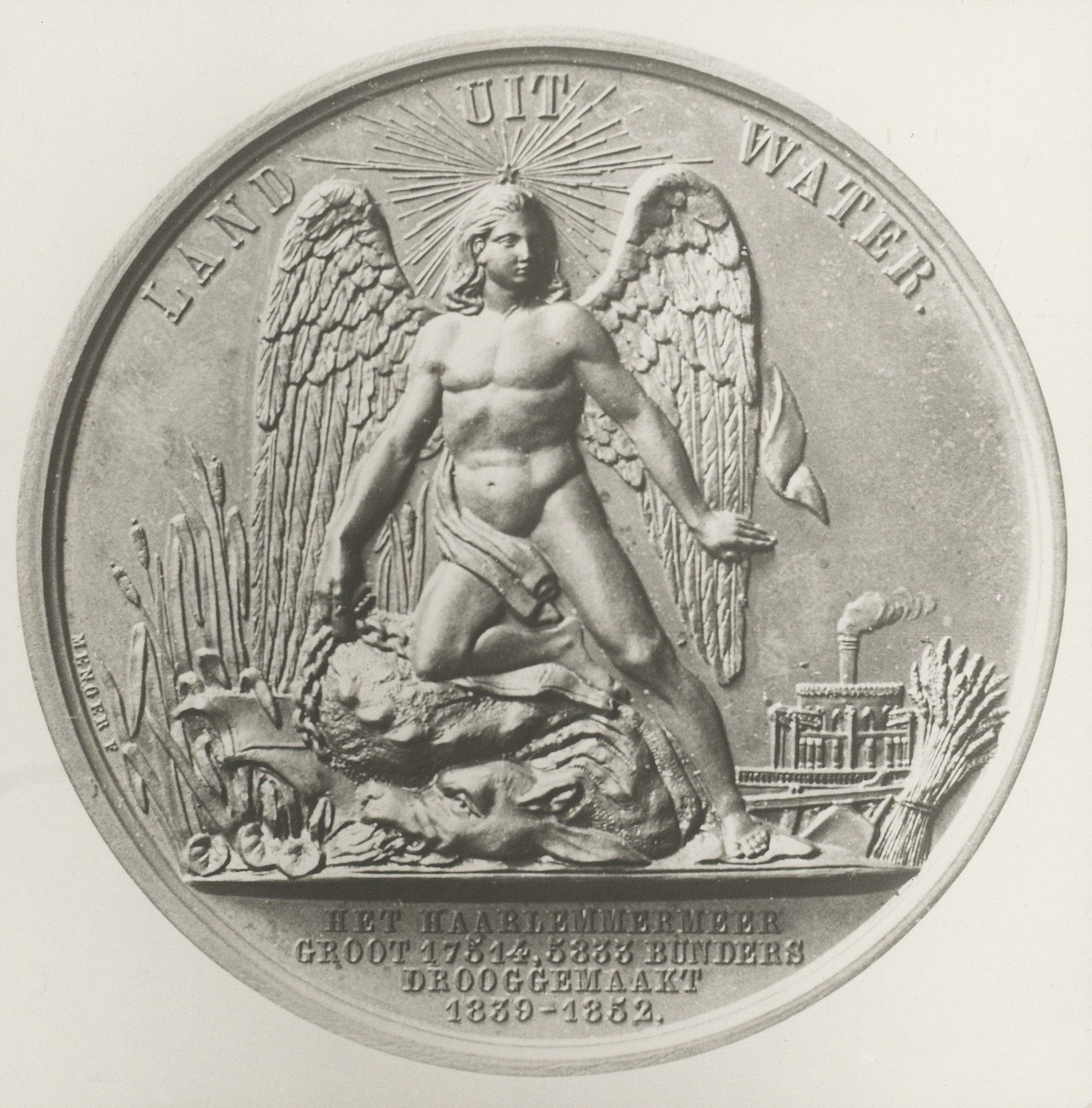
"Land uit water'. Penning ter gelegenheid van de drooglegging van het Haarlemmermeer, 1839-1852

De eerste droogmakerijen waren klein; pas bij de Beemster in 1612 werd een groot meer drooggelegd. Belangrijkste en bekendste Nederlandse droogmakerijen, met het jaar van drooglegging, zijn:
- 1533 Achtermeer, gelegen ten zuiden van de Alkmaarse binnenstad
- 1564 Bergermeer en Egmondermeer
- 1580 Boekelermeer
- 1555/1570/1597 Zijpe- en Hazepolder (eigenlijk een zeekleipolder)
- 1608 Wogmeer
- 1612 Beemster
- 1614 Zoetermeersche Meerpolder
- 1620 Staverse Meren
- 1622 Purmer
- 1626 Wijdewormer
- 1627 Bijlmermeer
- 1629 Watergraafsmeer
- 1631 Heerhugowaard
- 1635 Schermer
- 1635 Berkmeer
- 1636 Huningameer (opnieuw ca. 1840)
- 1638 Engewormer
- 1643 Starnmeer
- 1840 Zuidplaspolder
- 1852 Haarlemmermeer
- 1872 IJpolders
- 1874 Prins Alexanderpolder
- 1930 Wieringermeer
- 1942 Noordoostpolder
- 1957 Oostelijk Flevoland
- 1968 Zuidelijk Flevoland

## Droogmakerijen in andere landen
- 1622 Meetkerkse of Lage Moeren, Vlaanderen (België)
- 1624 Meggerkoog en Börmerkoog bij Friedrichstadt (Sleeswijk-Holstein), Duitsland
- 1624 Gotteskoog bij Tønder, Denemarken (mislukt)
- 1626 De Moeren (in de Westhoek van Vlaanderen, op de grens van België en Frankrijk)
- 1664 Freepsumer Meer, Oost-Friesland (Duitsland)
- 1850 Whittlesey Mere, Engeland
- 1875 Lammefjord, Denemarken
- 1964 Hachirogata, Japan
- 1991 Internationale Luchthaven Kansai, Japan
- 2006 Saemangeum, Zuid-Korea